# Saison 2009-2010 de l'AJ Auxerre
Maillots
Chronologie
Saison précédente Saison suivante
Cette page présente la saison 2009-10 de l'AJ Auxerre. Jean Fernandez entraîne pour la quatrième saison consécutive l'équipe et Alain Dujon préside pour la première fois l'AJA en tant que remplaçant de Jean-Claude Hamel.
L'AJ Auxerre commence la saison 2009-2010 par trois défaites consécutives. Elle inscrit son premier point lors de la quatrième journée et reste invaincue jusqu'à la quinzième journée. Le club enchaîne même sept victoires d'affilée entre la septième et la quatorzième journée. À l'issue de cette journée, l'AJ Auxerre s'empare de la tête du classement. Cette série de victoires s'achève lors de la quinzième journée par une défaite au Parc des Princes face au Paris Saint-Germain.
L'AJ Auxerre rentre ensuite dans le rang et est cinquième à la trêve. Le club repart ensuite de l'avant et enchaîne douze matchs sans défaite entre la 24e et la 35e journée. Le club termine la saison à la troisième place et se qualifie pour le tour préliminaire de la Ligue des champions.

## Effectif
| N° | Nom                 | Poste             | Naissance         | Nationalité sportive |
| 1  | Olivier Sorin       | Gardien de but    | 16 avril 1981     | France               |
| 2  | Cédric Hengbart     | Défenseur         | 13 juillet 1980   | France               |
| 3  | Moussa Narry        | Milieu            | 19 avril 1986     | Ghana                |
| 4  | Stéphane Grichting  | Défenseur central | 30 mars 1979      | Suisse               |
| 5  | Dariusz Dudka       | Défenseur         | 9 décembre 1983   | Pologne              |
| 6  | Adama Coulibaly     | Défenseur         | 10 septembre 1980 | Mali                 |
| 7  | Kamel Chafni        | Milieu défensif   | 11 juin 1982      | Maroc                |
| 8  | Issa Ba             | Milieu offensif   | 7 novembre 1981   | Sénégal              |
| 9  | Valter Birsa        | Attaquant         | 7 août 1986       | Slovénie             |
| 10 | Alexandre Licata    | Attaquant         | 4 janvier 1984    | France               |
| 11 | Julien Quercia      | Attaquant         | 17 août 1986      | France               |
| 12 | Jean-Pascal Mignot  | Défenseur central | 26 février 1981   | France               |
| 13 | Kevin Lejeune       | Attaquant         | 22 janvier 1985   | France               |
| 14 | Dennis Oliech       | Attaquant         | 2 février 1985    | Kenya                |
| 16 | Rémy Riou           | Gardien de but    | 6 août 1987       | France               |
| 17 | Benoît Pedretti     | Milieu défensif   | 12 novembre 1980  | France               |
| 18 | Roy Contout         | Attaquant         | 11 février 1985   | France               |
| 20 | Amadou Sidibe       | Milieu            | 19 février 1986   | Mali                 |
| 21 | Daniel Niculae      | Attaquant         | 6 octobre 1982    | Roumanie             |
| 22 | Ireneusz Jeleń      | Attaquant         | 9 avril 1981      | Pologne              |
| 23 | Jérémy Berthod      | Défenseur         | 24 avril 1984     | France               |
| 27 | Alain Traoré        | Milieu            | 31 décembre 1988  | Burkina Faso         |
| 28 | Robert Popov        | Défenseur         | 16 avril 1982     | Macédoine            |
| 29 | Delvin Ndinga       | Milieu défensif   | 14 mars 1988      | République du Congo  |
| 30 | Willy Maeyens       | Gardien de but    | 5 juin 1989       | France               |
| 5  | Jean-Charles Mourot | Attaquant         | 5 juillet 1987    | France               |

## Transferts

### Mercato d'été

#### Arrivées
| Joueur           | Nat. | Âge | Poste                 | Transfert                | Provenance | Durée | Source |
| ---------------- | ---- | --- | --------------------- | ------------------------ | ---------- | ----- | ------ |
| Alexandre Licata | FRA  | 25  | Attaquant             | Libre                    | AS Monaco  | 4 ans | [ 4 ]  |
| Roy Contout      | FRA  | 24  | Attaquant             | Libre                    | Amiens SC  |       |        |
| Aurélien Capoue  | FRA  | 27  | Milieu Latéral gauche | prêt avec option d'achat | FC Nantes  | 1 an  |        |

#### Départs
| Joueur             | Nat. | Âge | Poste     | Transfert | Destination   | Durée | Source |
| ------------------ | ---- | --- | --------- | --------- | ------------- | ----- | ------ |
| Marc Fachan        | FRA  | 20  | Défenseur | Libre     | Dynamo Kiev   | 5 ans | [ 5 ]  |
| Thomas Kahlenberg  | DEN  | 26  | Milieu    | 4 M€      | VfL Wolfsburg | 4 ans | [ 6 ]  |
| Steeven Langil     | FRA  | 22  | Attaquant | prêt      | SM Caen       | 1 an  | [ 7 ]  |
| Lynel Kitambala    | FRA  | 21  | Attaquant | prêt      | Dijon FCO     | 1 an  | [ 8 ]  |
| Maxime Jasse       | FRA  | 21  | Défenseur | prêt      | Dijon FCO     | 1 an  |        |
| Jérémy Huyghebaert | BEL  | 20  | Défenseur | prêt      | KSV Roulers   | 1 an  | [ 9 ]  |
| Ludovic Genest     | FRA  | 21  | Attaquant |           | Laval         | 2 an  | [ 10 ] |

### Mercato d'hiver

#### Départs
| Joueur        | Nat. | Âge | Poste  | Transfert | Destination             | Durée  | Source |
| ------------- | ---- | --- | ------ | --------- | ----------------------- | ------ | ------ |
| Kevin Lejeune | FRA  |     | Milieu | ?         | Football Club de Nantes | 6 mois |        |
| Moussa Narry  | GHA  |     | Milieu | Prêt      | Le Mans Union Club 72   | 6 mois |        |

## Calendrier

### Matchs d'avant-saison
| Date            | Adversaire            | Lieu         | Score | Buteurs                                                           | Affluence |
| --------------- | --------------------- | ------------ | ----- | ----------------------------------------------------------------- | --------- |
| 12 juillet 2009 | Étoile du Sahel       | Sousse       | 1 - 0 | Kevin Lejeune (91e)                                               | ?         |
| 15 juillet 2009 | US Créteil            | Malesherbes  | 0 - 0 | -                                                                 | ?         |
| 18 juillet 2009 | Clermont Foot         | Decize       | 0 - 1 | -                                                                 | ?         |
| 22 juillet 2009 | Troyes                | Migennes     | 3 - 0 | Valter Birsa (30e s.p.) - Kamel Chafni (50e) - Alain Traoré (79e) | ?         |
| 25 juillet 2009 | Le Mans Union Club 72 | Saran        | 1 - 0 | Roy Contout (9e)                                                  | 1500      |
| 29 juillet 2009 | Dijon FCO             | Avallon      | 2 - 1 | Kevin Lejeune (62e) - Anicet Andrianantenaina (79e)               | 1700      |
| 1er août 2009   | AS Nancy-Lorraine     | Saint-Dizier | 2 - 1 | Adama Coulibaly (56e) - Daniel Niculae                            | ?         |

## Coupe de France
| 1/32e de finale             | Amiens                      | 0-1         | Auxerre      | Stade de la Licorne, Amiens |  |
| Lundi 11 janvier 2010 20:30 |                             |             | Hengbart 47e |                             |  |
| Lundi 11 janvier 2010 20:30 | Meliani 32e · Camerling 44e | Rapport LFP | Oliech 90+2e |                             |  |

| 1/16e de finale       | Auxerre                  | 1-1         | Sedan                       | 20:45 - Stade de l'Abbé-Deschamps, Auxerre |  |
| Mardi 26 janvier 2010 | Jeleń 28e                |             | Allart 42e                  |                                            |  |
| Mardi 26 janvier 2010 | Malaga 5e · Hengbart 90e | Rapport LFP | Sidibé 53e · Valdivia 86e · |                                            |  |
| Mardi 26 janvier 2010 | Tirs au but 3-0          |             |                             |                                            |  |

| 1/8e de finale                 | Auxerre                         | 4-0         | Plabennec    | Stade de l'Abbé-Deschamps, Auxerre |  |
| Mercredi 10 février 2010 19:00 | Jeleń 9e 57e 71e · Pedretti 64e |             |              |                                    |  |
| Mercredi 10 février 2010 19:00 |                                 | Rapport LFP | Pinvidic 45e |                                    |  |

| 1/4 de finale            | Auxerre         | 0-0 a. p. | Paris | Stade de l'Abbé-Deschamps, Auxerre |                                 |
| Mardi 23 mars 2010 20:45 |                 |           |       | Spectateurs : match à huis clos    | Spectateurs : match à huis clos |
| Mardi 23 mars 2010 20:45 | Tirs au but 5-6 |           |       | Spectateurs : match à huis clos    | Spectateurs : match à huis clos |

## Coupe de la Ligue
| 1/16e de finale                  | Sedan                                    | 3-1         | Auxerre      | Stade Louis-Dugauguez, Sedan                 |                                              |
| Mercredi 23 septembre 2009 20:45 | Allart 10e · Tibéri 68e · Lasimant 90+4e |             | Mignot 62e   | Spectateurs : 5 811 Arbitrage : Pascal Vileo | Spectateurs : 5 811 Arbitrage : Pascal Vileo |
| Mercredi 23 septembre 2009 20:45 | Gharzoul 72e                             | Rapport LFP | Hengbart 39e | Spectateurs : 5 811 Arbitrage : Pascal Vileo | Spectateurs : 5 811 Arbitrage : Pascal Vileo |

## Ligue 1

### Phase aller
| Journée 1                                  | Auxerre | 0-1         | Sochaux                    | Stade de l'Abbé-Deschamps, Auxerre            |                                               |
| Samedi 8 août 2009 21:00 14e place 0 point |         |             | Svěrkoš 40e                | Spectateurs : 12 562 Arbitrage : Ruddy Buquet | Spectateurs : 12 562 Arbitrage : Ruddy Buquet |
| Samedi 8 août 2009 21:00 14e place 0 point |         | Rapport LFP | Faty 53e · Boudebouz 90+3e | Spectateurs : 12 562 Arbitrage : Ruddy Buquet | Spectateurs : 12 562 Arbitrage : Ruddy Buquet |

| Journée 2                                   | Lens                            | 2-0         | Auxerre    | Stade Félix-Bollaert, Lens                      |                                                 |
| Samedi 15 août 2009 19:00 19e place 0 point | Monnet-Paquet 14e · Boukari 59e |             |            | Spectateurs : 34 671 Arbitrage : Didier Falcone | Spectateurs : 34 671 Arbitrage : Didier Falcone |
| Samedi 15 août 2009 19:00 19e place 0 point | Boukari 19e                     | Rapport LFP | Mignot 22e | Spectateurs : 34 671 Arbitrage : Didier Falcone | Spectateurs : 34 671 Arbitrage : Didier Falcone |

| Journée 3                                   | Auxerre   | 0-3         | Lyon                                     | Stade de l'Abbé-Deschamps, Auxerre            |                                               |
| Samedi 22 août 2009 19:00 20e place 0 point |           |             | Boumsong 33e · Makoun 45+1e · Pjanić 65e | Spectateurs : 13 392 Arbitrage : Stéphane Bré | Spectateurs : 13 392 Arbitrage : Stéphane Bré |
| Samedi 22 août 2009 19:00 20e place 0 point | Ndinga 5e | Rapport LFP | Grosso 28e                               | Spectateurs : 13 392 Arbitrage : Stéphane Bré | Spectateurs : 13 392 Arbitrage : Stéphane Bré |

| Journée 4                                   | Boulogne-sur-Mer | 0-0 | Auxerre | Stade de la Libération, Boulogne-sur-Mer          |                                                   |
| Samedi 29 août 2009 19:00 19e place 1 point |                  |     |         | Spectateurs : 11 090 Arbitrage : Hervé Piccirillo | Spectateurs : 11 090 Arbitrage : Hervé Piccirillo |
| Samedi 29 août 2009 19:00 19e place 1 point | Rapport LFP      |     |         | Spectateurs : 11 090 Arbitrage : Hervé Piccirillo | Spectateurs : 11 090 Arbitrage : Hervé Piccirillo |

| Journée 5                                           | Auxerre                    | 2-0         | Nice                       | Stade de l'Abbé-Deschamps, Auxerre               |                                                  |
| Dimanche 13 septembre 2009 17:00 17e place 4 points | Hengbart 30e · Niculae 78e |             |                            | Spectateurs : 8 776 Arbitrage : Alexandre Castro | Spectateurs : 8 776 Arbitrage : Alexandre Castro |
| Dimanche 13 septembre 2009 17:00 17e place 4 points | Mignot 62e · Grichting 66e | Rapport LFP | Bagayoko 17e · Paisley 30e | Spectateurs : 8 776 Arbitrage : Alexandre Castro | Spectateurs : 8 776 Arbitrage : Alexandre Castro |

| Journée 6                                         | Saint-Étienne              | 1-1         | Auxerre                 | Stade Geoffroy-Guichard, Saint-Étienne           |                                                  |
| Samedi 19 septembre 2009 19:00 16e place 5 points | Bergessio 13e              |             | Lejeune 75e             | Spectateurs : 24 309 Arbitrage : Lionel Jaffredo | Spectateurs : 24 309 Arbitrage : Lionel Jaffredo |
| Samedi 19 septembre 2009 19:00 16e place 5 points | Matuidi 8e · Fernández 23e | Rapport LFP | Ndinga 33e · Capoue 61e | Spectateurs : 24 309 Arbitrage : Lionel Jaffredo | Spectateurs : 24 309 Arbitrage : Lionel Jaffredo |

| Journée 7                                         | Auxerre                     | 2-0         | Grenoble                   | Stade de l'Abbé-Deschamps, Auxerre                 |                                                    |
| Samedi 26 septembre 2009 19:00 12e place 8 points | Pedretti 63e · Hengbart 84e |             |                            | Spectateurs : 8 631 Arbitrage : Christian Guillard | Spectateurs : 8 631 Arbitrage : Christian Guillard |
| Samedi 26 septembre 2009 19:00 12e place 8 points | Jeleń 21e                   | Rapport LFP | Jemmali 21e · Mainfroi 45e | Spectateurs : 8 631 Arbitrage : Christian Guillard | Spectateurs : 8 631 Arbitrage : Christian Guillard |

| Journée 8                                       | Rennes                                                            | 0-1         | Auxerre                                                             | Stade de la route de Lorient, Rennes           |                                                |
| Samedi 3 octobre 2009 19:00 10e place 11 points |                                                                   |             | Pedretti 17e                                                        | Spectateurs : 20 378 Arbitrage : Wilfried Bien | Spectateurs : 20 378 Arbitrage : Wilfried Bien |
| Samedi 3 octobre 2009 19:00 10e place 11 points | Bocanegra 16e · Lemoine 35e · M'Vila 68e · Gyan 87e · Aubey 90+4e | Rapport LFP | Capoue 38e · Hengbart 44e · Oliech 52e · Grichting 87e · Mignot 90e | Spectateurs : 20 378 Arbitrage : Wilfried Bien | Spectateurs : 20 378 Arbitrage : Wilfried Bien |

| Journée 9                                       | Auxerre                               | 1-0         | Bordeaux   | Stade de l'Abbé-Deschamps, Auxerre              |                                                 |
| Samedi 17 octobre 2009 19:00 7e place 14 points | Birsa 78e (pen.)                      |             |            | Spectateurs : 16 496 Arbitrage : Didier Falcone | Spectateurs : 16 496 Arbitrage : Didier Falcone |
| Samedi 17 octobre 2009 19:00 7e place 14 points | Hengbart 30e · Stéphane Grichting 85e | Rapport LFP | Diarra 21e | Spectateurs : 16 496 Arbitrage : Didier Falcone | Spectateurs : 16 496 Arbitrage : Didier Falcone |

| Journée 10                                        | Auxerre                     | 3-2         | LOSC Lille Métropole    | Stade de l'Abbé-Deschamps, Auxerre                 |                                                    |
| Dimanche 25 octobre 2009 17:00 7e place 17 points | Jeleń 36e 78e · Niculae 82e |             | Gervinho 16e · Frau 40e | Spectateurs : 11 285 Arbitrage : Sébastien Moreira | Spectateurs : 11 285 Arbitrage : Sébastien Moreira |
| Dimanche 25 octobre 2009 17:00 7e place 17 points | Niculae 82e · Capoue 83e    | Rapport LFP | Béria 65e               | Spectateurs : 11 285 Arbitrage : Sébastien Moreira | Spectateurs : 11 285 Arbitrage : Sébastien Moreira |

| Journée 12                                      | Auxerre       | 2-1         | Montpellier             | Stade de l'Abbé-Deschamps, Auxerre                |                                                   |
| Samedi 31 octobre 2009 21:00 4e place 20 points | Jeleń 14e 27e |             | Džodić 90+2e            | Spectateurs : 11 373 Arbitrage : Alexandre Castro | Spectateurs : 11 373 Arbitrage : Alexandre Castro |
| Samedi 31 octobre 2009 21:00 4e place 20 points | Pedretti 62e  | Rapport LFP | Costa 75e · Montaño 78e | Spectateurs : 11 373 Arbitrage : Alexandre Castro | Spectateurs : 11 373 Arbitrage : Alexandre Castro |

| Journée 13                                      | Le Mans                             | 0-1         | Auxerre           | Stade Léon-Bollée, Le Mans                      |                                                 |
| Samedi 7 novembre 2009 19:00 3e place 23 points |                                     |             | Andrade 51e (csc) | Spectateurs : 7 996 Arbitrage : Lionel Jaffredo | Spectateurs : 7 996 Arbitrage : Lionel Jaffredo |
| Samedi 7 novembre 2009 19:00 3e place 23 points | Keita 19e · Thomas 40e · Cerdan 65e | Rapport LFP | Capoue 48e        | Spectateurs : 7 996 Arbitrage : Lionel Jaffredo | Spectateurs : 7 996 Arbitrage : Lionel Jaffredo |

| Journée 14                                        | Auxerre                      | 2-0         | Monaco                                         | Stade de l'Abbé-Deschamps, Auxerre            |                                               |
| Samedi 21 novembre 2009 21:00 1er place 26 points | Coulibaly 45+1e · Ndinga 87e |             |                                                | Spectateurs : 14 951 Arbitrage : Tony Chapron | Spectateurs : 14 951 Arbitrage : Tony Chapron |
| Samedi 21 novembre 2009 21:00 1er place 26 points | Ndinga 64e                   | Rapport LFP | Park 28e · Traoré 45e · Alonso 62e · Costa 78e | Spectateurs : 14 951 Arbitrage : Tony Chapron | Spectateurs : 14 951 Arbitrage : Tony Chapron |

| Journée 15                                       | Paris                 | 1-0         | Auxerre                                | Parc des Princes, Paris                       |                                               |
| Samedi 28 novembre 2009 19:00 3e place 26 points | Clément 66e           |             |                                        | Spectateurs : 34 849 Arbitrage : Saïd Ennjimi | Spectateurs : 34 849 Arbitrage : Saïd Ennjimi |
| Samedi 28 novembre 2009 19:00 3e place 26 points | Cearà 48e · Sakho 69e | Rapport LFP | Ndinga 42e · Pedretti 71e · Capoue 75e | Spectateurs : 34 849 Arbitrage : Saïd Ennjimi | Spectateurs : 34 849 Arbitrage : Saïd Ennjimi |

| Journée 16                                        | Auxerre                                                  | 1-3         | Nancy                                                      | Stade de l'Abbé-Deschamps, Auxerre              |                                                 |
| Dimanche 6 décembre 2009 17:00 ?e place 26 points | Birsa 35e                                                |             | Luiz 25e · Ouaddou 51e · Hadji 87e                         | Spectateurs : 10 483 Arbitrage : Didier Falcone | Spectateurs : 10 483 Arbitrage : Didier Falcone |
| Dimanche 6 décembre 2009 17:00 ?e place 26 points | Chafni 54e · Coulibaly 57e · Bourgeois 78e · Niculae 83e | Rapport LFP | Luiz 26e · Brison 29e · Macaluso 45e · Traore 67e · Ca 90e | Spectateurs : 10 483 Arbitrage : Didier Falcone | Spectateurs : 10 483 Arbitrage : Didier Falcone |

| Journée 17                                       | Lorient | 0-0         | Auxerre                     | Stade du Moustoir, Lorient                     |                                                |
| Samedi 12 décembre 2009 21:00 ?e place 27 points |         |             |                             | Spectateurs : 9 091 Arbitrage : Antony Gautier | Spectateurs : 9 091 Arbitrage : Antony Gautier |
| Samedi 12 décembre 2009 21:00 ?e place 27 points |         | Rapport LFP | Pedretti 45+1e · Oliech 83e | Spectateurs : 9 091 Arbitrage : Antony Gautier | Spectateurs : 9 091 Arbitrage : Antony Gautier |

| Journée 11                                      | Valenciennes | 0-0         | Auxerre       | Stade Nungesser, Valenciennes                  |                                                |
| Mardi 15 décembre 2009 21:00 ?e place 28 points |              |             |               | Spectateurs : 10 946 Arbitrage : Fredy Fautrel | Spectateurs : 10 946 Arbitrage : Fredy Fautrel |
| Mardi 15 décembre 2009 21:00 ?e place 28 points | Audel 17e    | Rapport LFP | Grichting 19e | Spectateurs : 10 946 Arbitrage : Fredy Fautrel | Spectateurs : 10 946 Arbitrage : Fredy Fautrel |

| Journée 18                                         | Auxerre       | 1-1         | Toulouse                                                            | Stade de l'Abbé-Deschamps, Auxerre           |                                              |
| Dimanche 20 décembre 2009 17:00 7e place 29 points | Contout 90e   |             | Luan 21e                                                            | Spectateurs : 6 677 Arbitrage : Ruddy Buquet | Spectateurs : 6 677 Arbitrage : Ruddy Buquet |
| Dimanche 20 décembre 2009 17:00 7e place 29 points | Grichting 47e | Rapport LFP | Ebondo 25e · Sissoko 45e · Capoue 75e · Gignac 81e · Didot 82e, 86e | Spectateurs : 6 677 Arbitrage : Ruddy Buquet | Spectateurs : 6 677 Arbitrage : Ruddy Buquet |

| Journée 19                                         | Marseille                  | 0-2         | Auxerre                    | Stade Vélodrome, Marseille                       |                                                  |
| Mercredi 23 décembre 2009 19:00 5e place 32 points |                            |             | Oliech 40e 79e             | Spectateurs : 49 966 Arbitrage : Philippe Malige | Spectateurs : 49 966 Arbitrage : Philippe Malige |
| Mercredi 23 décembre 2009 19:00 5e place 32 points | Ben Arfa 15e · Diawara 63e | Rapport LFP | Grichting 54e · Oliech 64e | Spectateurs : 49 966 Arbitrage : Philippe Malige | Spectateurs : 49 966 Arbitrage : Philippe Malige |

### Phase retour
| Journée 20                                      | Auxerre       | 0-0         | Boulogne-sur-Mer                          | Stade de l'Abbé-Deschamps, Auxerre            |                                               |
| Samedi 16 janvier 2010 21:00 7e place 33 points |               |             |                                           | Spectateurs : 10 127 Arbitrage : Pascal Vileo | Spectateurs : 10 127 Arbitrage : Pascal Vileo |
| Samedi 16 janvier 2010 21:00 7e place 33 points | Grichting 79e | Rapport LFP | Adefemi 24e · Cuvillier 73e · Agouazi 88e | Spectateurs : 10 127 Arbitrage : Pascal Vileo | Spectateurs : 10 127 Arbitrage : Pascal Vileo |

| Journée 21                                        | Nice                      | 0-1         | Auxerre                     | Stade du Ray, Nice                            |                                               |
| Mercredi 20 janvier 2010 19:00 7e place 36 points |                           |             | Jeleń 90+3e                 | Spectateurs : 7 001 Arbitrage : Wilfried Bien | Spectateurs : 7 001 Arbitrage : Wilfried Bien |
| Mercredi 20 janvier 2010 19:00 7e place 36 points | Paisley 27e · Diakité 70e | Rapport LFP | Berthod 49e · Bourgeois 85e | Spectateurs : 7 001 Arbitrage : Wilfried Bien | Spectateurs : 7 001 Arbitrage : Wilfried Bien |

| Journée 22                                        | Auxerre    | 1-0         | Saint-Étienne             | Stade de l'Abbé-Deschamps, Auxerre              |                                                 |
| Dimanche 31 janvier 2010 17:00 6e place 39 points | Mignot 78e |             |                           | Spectateurs : 11 670 Arbitrage : Didier Falcone | Spectateurs : 11 670 Arbitrage : Didier Falcone |
| Dimanche 31 janvier 2010 17:00 6e place 39 points |            | Rapport LFP | Bergessio 89e · Payet 89e | Spectateurs : 11 670 Arbitrage : Didier Falcone | Spectateurs : 11 670 Arbitrage : Didier Falcone |

| Journée 23                                     | Grenoble                                     | 5-0         | Auxerre    | Stade des Alpes, Grenoble                          |                                                    |
| Samedi 6 février 2010 19:00 6e place 39 points | Ljuboja 8e · Akrour 10e 42e · Matsui 36e 53e |             |            | Spectateurs : 12 849 Arbitrage : Sébastien Moreira | Spectateurs : 12 849 Arbitrage : Sébastien Moreira |
| Samedi 6 février 2010 19:00 6e place 39 points | Dieuze 37e · Ljuboja 66e · Romao 70e         | Rapport LFP | Mignot 41e | Spectateurs : 12 849 Arbitrage : Sébastien Moreira | Spectateurs : 12 849 Arbitrage : Sébastien Moreira |

| Journée 24                                        | Auxerre      | 1-0         | Rennes | Stade de l'Abbé-Deschamps, Auxerre                 |                                                    |
| Dimanche 14 février 2010 17:00 6e place 42 points | Jeleń 42e    |             |        | Spectateurs : 8 689 Arbitrage : Christian Guillard | Spectateurs : 8 689 Arbitrage : Christian Guillard |
| Dimanche 14 février 2010 17:00 6e place 42 points | Pedretti 52e | Rapport LFP |        | Spectateurs : 8 689 Arbitrage : Christian Guillard | Spectateurs : 8 689 Arbitrage : Christian Guillard |

| Journée 26                                        | Lille                              | 1-2         | Auxerre                                                                         | Stadium Nord Lille Métropole, Lille         |                                             |
| Dimanche 28 février 2010 19:00 6e place 45 points | Hazard 34e                         |             | Contout 19e 73e                                                                 | Spectateurs : 14 717 Arbitrage : Bruno Coué | Spectateurs : 14 717 Arbitrage : Bruno Coué |
| Dimanche 28 février 2010 19:00 6e place 45 points | Chedjou 36e · Costa 53e · Rami 80e | Rapport LFP | Capoue 18e · Grichting 30e · Mignot 60e · Berthod 71e · Ndinga 74e · Oliech 87e | Spectateurs : 14 717 Arbitrage : Bruno Coué | Spectateurs : 14 717 Arbitrage : Bruno Coué |

| Journée 27                                  | Auxerre                                    | 1-0         | Valenciennes | Stade de l'Abbé-Deschamps, Auxerre              |                                                 |
| Samedi 6 mars 2010 19:00 6e place 48 points | Jeleń 38e                                  |             |              | Spectateurs : 9 473 Arbitrage : Laurent Duhamel | Spectateurs : 9 473 Arbitrage : Laurent Duhamel |
| Samedi 6 mars 2010 19:00 6e place 48 points | Pedretti 70e · Capoue 90+2e · Mignot 90+4e | Rapport LFP |              | Spectateurs : 9 473 Arbitrage : Laurent Duhamel | Spectateurs : 9 473 Arbitrage : Laurent Duhamel |

| Journée 25                                     | Bordeaux       | 1-2         | Auxerre                  | Stade Chaban-Delmas, Bordeaux                  |                                                |
| Mercredi 10 mars 2010 19:00 3e place 51 points | Trémoulinas 6e |             | Jeleń 64e 83e            | Spectateurs : 20 868 Arbitrage : Wilfried Bien | Spectateurs : 20 868 Arbitrage : Wilfried Bien |
| Mercredi 10 mars 2010 19:00 3e place 51 points |                | Rapport LFP | Contout 44e · Oliech 61e | Spectateurs : 20 868 Arbitrage : Wilfried Bien | Spectateurs : 20 868 Arbitrage : Wilfried Bien |

| Journée 28                                   | Montpellier              | 1-1         | Auxerre                         | Stade de la Mosson, Montpellier                   |                                                   |
| Samedi 13 mars 2010 19:00 3e place 52 points | Costa 66e                |             | Oliech 45+1e                    | Spectateurs : 19 320 Arbitrage : Hervé Piccirillo | Spectateurs : 19 320 Arbitrage : Hervé Piccirillo |
| Samedi 13 mars 2010 19:00 3e place 52 points | Montaño 40e · Spahić 58e | Rapport LFP | Oliech 40e · Berthod 67e, 90+2e | Spectateurs : 19 320 Arbitrage : Hervé Piccirillo | Spectateurs : 19 320 Arbitrage : Hervé Piccirillo |

| Journée 29                                   | Auxerre                    | 2-1         | Le Mans                                             | Stade de l'Abbé-Deschamps, Auxerre              |                                                 |
| Samedi 20 mars 2010 19:00 4e place 55 points | Jeleń 25e · Pedretti 90+2e |             | Helstad 90+1e                                       | Spectateurs : 10 159 Arbitrage : Damien Ledentu | Spectateurs : 10 159 Arbitrage : Damien Ledentu |
| Samedi 20 mars 2010 19:00 4e place 55 points | Pedretti 56e · Capoue 74e  | Rapport LFP | Le Tallec 34e · Narry 43e · Thomas 57e · Cerdan 78e | Spectateurs : 10 159 Arbitrage : Damien Ledentu | Spectateurs : 10 159 Arbitrage : Damien Ledentu |

| Journée 30                                  | Monaco         | 0-0         | Auxerre    | Stade Louis-II, Monaco                          |                                                 |
| Lundi 29 mars 2010 21:00 3e place 56 points |                |             |            | Spectateurs : 6 037 Arbitrage : Lionel Jaffredo | Spectateurs : 6 037 Arbitrage : Lionel Jaffredo |
| Lundi 29 mars 2010 21:00 3e place 56 points | Puygrenier 68e | Rapport LFP | Oliech 15e | Spectateurs : 6 037 Arbitrage : Lionel Jaffredo | Spectateurs : 6 037 Arbitrage : Lionel Jaffredo |

| Journée 31                                     | Auxerre     | 1-1         | Paris                                    | Stade de l'Abbé-Deschamps, Auxerre             |                                                |
| Dimanche 4 avril 2010 21:00 3e place 57 points | Niculae 11e |             | Sankharé 16e                             | Spectateurs : 16 153 Arbitrage : Philippe Kalt | Spectateurs : 16 153 Arbitrage : Philippe Kalt |
| Dimanche 4 avril 2010 21:00 3e place 57 points |             | Rapport LFP | Hoarau 25e · Makelele 41e · Sankharé 56e | Spectateurs : 16 153 Arbitrage : Philippe Kalt | Spectateurs : 16 153 Arbitrage : Philippe Kalt |

| Journée 32                                      | Nancy         | 0-1         | Auxerre     | Stade Marcel Picot, Nancy                     |                                               |
| Dimanche 11 avril 2010 17:00 2e place 60 points |               |             | Niculae 88e | Spectateurs : 17 041 Arbitrage : Ruddy Buquet | Spectateurs : 17 041 Arbitrage : Ruddy Buquet |
| Dimanche 11 avril 2010 17:00 2e place 60 points | Berenguer 59e | Rapport LFP | Jeleń 70e   | Spectateurs : 17 041 Arbitrage : Ruddy Buquet | Spectateurs : 17 041 Arbitrage : Ruddy Buquet |

| Journée 33                                    | Auxerre                                                  | 4-1         | Lorient                                                    | Stade de l'Abbé-Deschamps, Auxerre               |                                                  |
| Samedi 17 avril 2010 19:00 2e place 63 points | Oliech 35e · Jeleń 36e · Birsa 55e · Hengbart 89e (pen.) |             | Gameiro 82e                                                | Spectateurs : 15 439 Arbitrage : Stéphane Lannoy | Spectateurs : 15 439 Arbitrage : Stéphane Lannoy |
| Samedi 17 avril 2010 19:00 2e place 63 points |                                                          | Rapport LFP | Morel 45e, 58e · Amalfitano 73e · Gameiro 77e · Audard 87e | Spectateurs : 15 439 Arbitrage : Stéphane Lannoy | Spectateurs : 15 439 Arbitrage : Stéphane Lannoy |

| Journée 34                                      | Toulouse   | 0-3         | Auxerre                      | Stadium, Toulouse                              |                                                |
| Dimanche 25 avril 2010 17:00 2e place 66 points |            |             | Pedretti 46e · Jeleń 67e 79e | Spectateurs : 21 561 Arbitrage : Fredy Fautrel | Spectateurs : 21 561 Arbitrage : Fredy Fautrel |
| Dimanche 25 avril 2010 17:00 2e place 66 points | Capoue 31e | Rapport LFP |                              | Spectateurs : 21 561 Arbitrage : Fredy Fautrel | Spectateurs : 21 561 Arbitrage : Fredy Fautrel |

| Journée 35                                      | Auxerre      | 0-0 | Olympique de Marseille              | Stade de l'Abbé-Deschamps, Auxerre                |                                                   |
| Vendredi 30 avril 2010 21:00 2e place 67 points |              |     |                                     | Spectateurs : 20 005 Arbitrage : Hervé Piccirillo | Spectateurs : 20 005 Arbitrage : Hervé Piccirillo |
| Vendredi 30 avril 2010 21:00 2e place 67 points | Pedretti 18e |     | Niang 54e · Cissé 62e · Brandao 80e | Spectateurs : 20 005 Arbitrage : Hervé Piccirillo | Spectateurs : 20 005 Arbitrage : Hervé Piccirillo |

| Journée 36                                   | Olympique lyonnais                 | 2-1 | Auxerre   | Stade Gerland, Lyon                            |                                                |
| Mercredi 5 mai 2010 19:00 3e place 67 points | Lisandro 45+1e (pen.) · Pjanić 85e |     | Jelen 15e | Spectateurs : 36 262 Arbitrage : Olivier Thual | Spectateurs : 36 262 Arbitrage : Olivier Thual |
| Mercredi 5 mai 2010 19:00 3e place 67 points | Rapport LFP                        |     |           | Spectateurs : 36 262 Arbitrage : Olivier Thual | Spectateurs : 36 262 Arbitrage : Olivier Thual |

| Journée 37                                 | Auxerre    | 0-0         | RC Lens                            | Stade de l'Abbé-Deschamps, Auxerre               |                                                  |
| Samedi 8 mai 2010 21:00 3e place 68 points |            |             |                                    | Spectateurs : 18 080 Arbitrage : Lionel Jaffredo | Spectateurs : 18 080 Arbitrage : Lionel Jaffredo |
| Samedi 8 mai 2010 21:00 3e place 68 points | Ndinga 77e | Rapport LFP | Yahia 44e · Akalé 47e · Demont 86e | Spectateurs : 18 080 Arbitrage : Lionel Jaffredo | Spectateurs : 18 080 Arbitrage : Lionel Jaffredo |

| Journée 38                                  | Sochaux                     | 1-2         | Auxerre         | Stade Bonal, Sochaux                           |                                                |
| Samedi 15 mai 2010 21:00 3e place 71 points | Ideye 47e                   |             | Hengbart 6e 90e | Spectateurs : 14 971 Arbitrage : Philippe Kalt | Spectateurs : 14 971 Arbitrage : Philippe Kalt |
| Samedi 15 mai 2010 21:00 3e place 71 points | Perquis 45e, 61e · Faty 84e | Rapport LFP | Hengbart 60e    | Spectateurs : 14 971 Arbitrage : Philippe Kalt | Spectateurs : 14 971 Arbitrage : Philippe Kalt |